# Les Paumes blanches
Pour plus de détails, voir Fiche technique et Distribution.
Les Paumes blanches (Fehér tenyér) est un film hongrois réalisé par Szabolcs Hajdu, sorti en 2006.

## Synopsis
Un gymnaste hongrois prometteur doit mettre un terme à sa carrière après une importante blessure. Il part alors pour le Canada et y devient entraîneur...

## Fiche technique
- Titre : Les Paumes blanches
- Titre original : Fehér tenyér
- Titre anglais international : White Palms
- Réalisation : Szabolcs Hajdu
- Musique : Ferenc Darvas
- Photographie : András Nagy
- Montage : Péter Politzer
- Décors : Mónika Esztán
- Direction artistique : Szilvia Ritter
- Costumes : Krisztina Berzsenyi
- Scénario : Szabolcs Hajdu
- Production : Iván Angelusz, Mathieu Kassovitz, Gábor Kovács, Ági Pataki, Péter Reich
  - Production exécutive : Tom Felleghy, Peter Kassovitz, Zsófia Kende, Kornél Sipos
- Sociétés de production : Filmpartners, Katapult Film
- Pays d'origine :  Hongrie
- Langues originales : hongrois, anglais et russe
- Format : couleurs - 1,85:1 - Dolby Digital - 35 mm
- Genres : drame
- Durée : 97 minutes
- Dates de sortie :
  - Hongrie : 23 février 2006
  - France : 26 mai 2006 (Festival de Cannes), 21 novembre 2007 (sortie nationale)
  - Canada : 14 septembre 2006 (Festival de Toronto)

## Distribution
- Zoltán Miklós Hajdu : Miklós Dongó
- Kyle Shewfelt : Kyle Manjak
- Gheorghe Dinică : Ferenc Szabó aka 'Puma'
- Andor Lukáts : Papa
- Oana Pellea : Maman
- Orion Radies : Dongó à 10 ans
- Dávid Horváth : Józsi à 10 ans
- Dávid Vecsernyés : Bakos à 10 ans
- Péter Déri : Fónyi à 10 ans
- Krisztián Oltyán : Csaba à 10 ans
- Illés Vér : Miki à 10 ans
- Csaba Mészáros : Sztelek à 10 ans
- Tibor Géza Papp : Vágányik à 10 ans
- Olivér Bajnóczi : Vágó à 10 ans
- Silas Wind Radies : Dongó à 13 ans
- Zsolt Virág : Bakos à 13 ans
- Róbert Heitzmann : Fónyi à 13 ans
- Gyula Tamás Pénzes :Józsi à 13 ans
- Gábor Kentner : Vágányik à 13 ans
- Csaba Nyers : Vágó à 13 ans
- Zsuzsa Csisztu : reporter

## Autour du film
Le film s'inspire de la vraie vie du réalisateur, Szabolcs Hajdu, et de son frère, Zoltán Miklós Hajdu, qui interprète le personnage principal. Des gymnastes de haut niveau ont participé au film, dont Kyle Shewfelt, champion olympique en 2004.
Le tournage s'est déroulé entre la Hongrie (Budapest, Debrecen et Dunaújváros), le Canada (Calgary) et les États-Unis (Las Vegas)

## Distinctions
- Festival de Karlovy Vary 2006 : Mention spéciale du Prix East of West
- Festival du film pour les enfants et la jeunesse de Zlín 2007 : Prix du ministère tchèque de la culture
- Prix spécial du Festival international de cinéma de L'Aisne : Ciné Jeune 25e édition[Quand ?]